# جان بيار مورغان
جان بيار مورغان هو لاعب كرة قدم فرنسي في مركز الدفاع، ولد في 30 أكتوبر 1992 في غوادلوب في فرنسا.

## وصلات خارجية
- جان بيار مورغان على موقع قاعدة بيانات كرة القدم.إي يو (الإنجليزية)
- جان بيار مورغان على موقع ناشيونال فوتبول تيمز (الإنجليزية)
- جان بيار مورغان على موقع Soccerway.com (الإنجليزية)
- جان بيار مورغان على موقع عالم كرة القدم.نت (الإنجليزية)